# Reformationskirche (Recklinghausen)

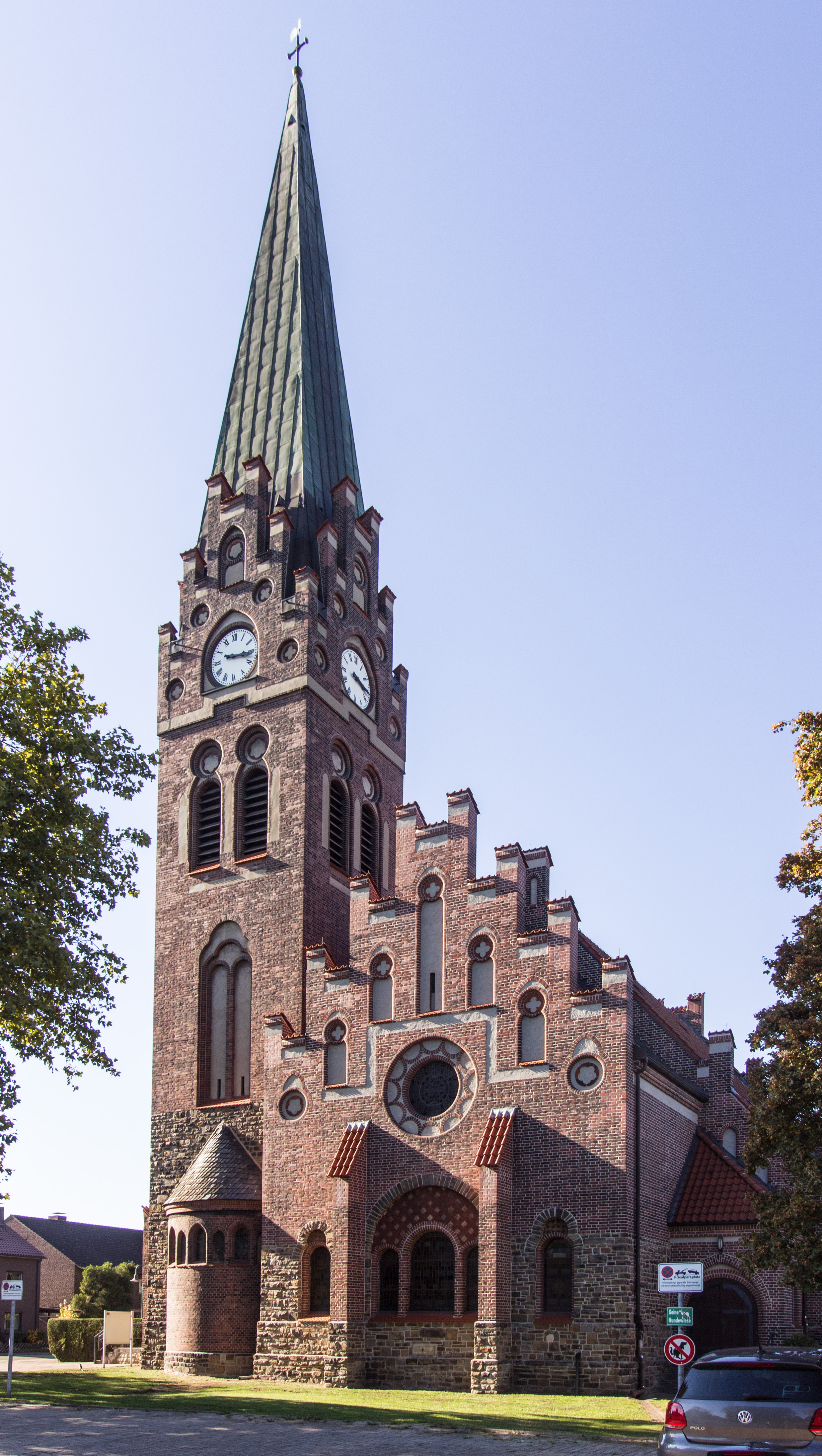
Reformationskirche Recklinghausen

Die Reformationskirche ist ein denkmalgeschützter evangelischer Kirchenbau in Hochlarmark, einem Stadtteil der Kreisstadt Recklinghausen in Nordrhein-Westfalen. Als Teil der Evangelische Kirchengemeinde Recklinghausen-Süd gehört sie dem Kirchenkreis Recklinghausen der Evangelischen Kirche in Westfalen an.

## Geschichte
Gegen Ende des 19. Jahrhunderts kam es mit der Errichtung eines Förderschachts der Zeche Recklinghausen und einer Kokerei in dem bis dahin dörflichen Hochlarmark in Randlage der Stadt Recklinghausen zu einem starken Bevölkerungswachstum. Für die seelsorgerische Betreuung der neuentstandenen Wohnsiedlungen für die Arbeiterfamilien wurde ein Kirchbau geplant, mit dessen Leitung der Leiter des Provinzialkirchlichen Bauamts der Evangelischen Provinzialkirche von Westfalen, Karl Siebold, beauftragt wurde. Nach seinem Entwurf entstand über einem Feldsteinsockel eine asymmetrisch zweischiffige Backsteinkirche mit seitlich gesetztem pyramidenbekrönten Turm und rechteckigem Altarraum. Der Außenbau wird von repräsentativen Staffelgiebeln beherrscht.
Der kreuzrippengewölbte Kirchenraum wurde nach Zerstörung während des Zweiten Weltkriegs in stark bereinigter Form wiederhergestellt.

## Ausstattung
Die bauzeitliche Ausstattung der Kirche ist nicht erhalten. Anstelle der verlorenen Glasfenster erhielt die Kirche 1954 eine Neuverglasung mit symbolischen Elementen von Walter Heinrich Putfarken.